# Lex van Someren
Lex van Someren (* 1952 in Amsterdam) ist ein in Deutschland lebender niederländischer Künstler, Sänger, Komponist, Clown, Lehrer und Autor.

## Leben

### Jugend und Ausbildung
Lex van Someren wurde in Amsterdam geboren und sammelte dort bereits während seiner Kindheit erste Theatererfahrung. Besonders prägte ihn eine Begegnung mit dem niederländischen Komiker und Bühnenkünstler Toon Hermans, der ihm zum großen Vorbild wurde. Er absolvierte ein Studium zum Sportlehrer, das er 1975 abschloss und widmete sich zudem dem Studium von Tanz, Gesang, Tai-Chi sowie meditativer und heilsamer Kunst.

### Leben als Clown
Von 1982 bis 1994 wirkte er in erster Linie als „Lexis, the Mystic Clown“ und erlangte so erste internationale Bekanntheit. Nachdem er zunächst vornehmlich vor Kindern auftrat, entwickelte er später auch Programme für Erwachsene und unterrichtete nach der von ihm entwickelten Schule „TAO des Clowns“. Parallel arbeitete er weiterhin an der Ausbildung seiner Stimme und stand in jenen Jahren auf einigen Theaterbühnen Europas. Zusätzlich trat er in Varietés, Kirchen und Schulen auf.

### Arbeit für das Theater
Beginnend mit seinem Umzug nach Norwegen im Jahr 1985 – dort lebte er bis 1993 – arbeitete er als künstlerischer Regisseur für mehrere Theatergesellschaften und begab sich auch mit eigenen Bühnenprogrammen auf internationale Tourneen. Darüber hinaus war er regelmäßiger Gast auf Festivals sowie im norwegischen Radio und Fernsehen.

### Künstlerischer Wandel ab 1995
Beginnend mit dem Jahr 1995 setzte ein grundlegender Wandel im künstlerischen Schaffen van Somerens ein. Er reichte die Arbeit als Clown weitestgehend an seine Schüler weiter und widmete sich primär dem Komponieren von Musik und eigenen Musikreihen. Seit 1994 veröffentlicht er seine Alben unter dem eigenen Label „Ayam Visionary Art Productions“. Lex van Someren lebt seit 1997 in Baden-Baden.

## Der Künstler Lex van Someren
Das künstlerische Schaffen Lex van Somerens ist vielseitig. Er arbeitet als Sänger, Komponist, Musiker, Tänzer, Performance-Künstler, Clown, Künstler-Schamane, Autor und Lehrer. Er tritt regelmäßig auf großen Bühnen, in Konzertsälen und Kirchen in Deutschland sowie im Ausland auf.

## Sonstiges
Im Oktober 2015 trat Lex van Someren auf dem umstrittenen Quer-Denken-Kongress zusammen mit Andreas Popp, Eva Herman und Ruediger Dahlke auf. Auf seinem Internetsender quer-denken.tv bewirbt Michael Friedrich Vogt Konzerte, Seminare und esoterische Reisen von Lex van Someren.

## Veröffentlichungen

### Alben
- 1989: The Mystic Clown
- 1993: The Northern Light
- 1994: Shangrila
- 1996: Ayam
- 1996: Evolution of Sound
- 1997: Mystic Fire
- 1998: Ocean of Love
- 1999: Sounds of Silence
- 1999: Om Meditation
- 1999: Aum Mantras
- 1999: Sacred Moments/Best Of
- 2000: Saga Symphony
- 2001: Dance of the Soul
- 2002: A State of Grace
- 2003: Crystal Peace
- 2003: Music for Meditation
- 2003: Gayatri Mantras
- 2004: Tara Mantras
- 2004: Beyond
- 2005: The Crystal Shaman
- 2006: Music for Meditation 2
- 2006: Christmas Every Day
- 2007: Balinea
- 2008: Rhythm on Fire
- 2012: The Silence of Mantras
- 2013: Ayali
- 2015: Om Tryambakam
- 2015: Love
- 2016: Om Tryambakam (Mantras)
- 2016: Perle (Doppel-Live-CD mit Aufnahmen aus dem Jahr 2013)
- 2016: Mantras of Joy

### DVDs
- 2007: Traumgala 2006
- 2008: Traumreise für die Seele
- 2009: Essenz der Seele auf Bali
- 2010: Traumreise 2009
- 2014: Der gelebte Traum

### Werke
- Multi-Dimensionale sakrale Kunst